# 김시연
김시연(1987년 6월 22일 ~ )은 대한민국의 레이싱 모델이다.

## 경력

### 레이싱모델 경력
- 2015년 - 넥센타이어 레이싱모델
- 2015년 - 서울모터쇼 만도 레이싱모델
- 2014년 - 부산국제모터쇼 쉐보레 레이싱모델
- 2012년 ~ 2014년 - 아트라스BX 레이싱팀 레이싱모델
- 2012년 - 부산모터쇼 렉서스 모델
- 2011년 - F1 코리아 그랑프리 그리드걸
- 2011년 - 지스타 CJ넷마블 모델

## 수상
- 2011년 - F1 코리아 그랑프리 그리드걸 은상